# Sie Ho
Sie Ho, también transliterado: Sie-Ho, Hsie Ho, Xie Ho, Xie He. pintor, crítico de arte y literato chino del siglo VI.
Sie Ho, quien logró desarrollar su obra durante la próspera dinastía de los Tang  es notorio en la historia del arte chino por haber definido las características de las pinturas clásicas chinas. Entre ellas resultan evidentes los siguientes rasgos (imbuidos de taoísmo - o daoísmo- e influjos del budismo de la escuela de la dhyana o escuela cha'ang o chán, es decir: la escuela de la meditación *): El wu wei ( que se entiende por la espontaneidad natural para expresar y plasmar en obras de arte la qì (o chí) con una intuición que sin esfuerzos sigue las normas dialécticas del Tao o principio subyacente  universal), tal wu wei  implica el dejar espacios vacíos...ya que según el taoísmo el vacío es lo más próximo al Tao y -por ende-, tal vacuidad resulta ser el espacio de la manifestación fenoménica, es así que de este modo la pintura china deja áreas "vacías", y sin embargo llenas de sugestión, como para que en ellas se proyecten y se plasmen las proyecciones de la imaginación  de cada espectador.

Inmediatamente derivado de lo anterior está el característico hecho de la "inversión de perspectiva" que ocurre en la pintura tradicional china, esto es: en lugar de darse preeminencia a un "punto (central) de fuga" ubicado dentro del marco del cuadro, en la pintura tradicional china se considera un punto focal de proyección ubicado en la mente (según la opinión china tradicional, "atrás" -es decir en el pasado, del cuerpo del espectador), desde allí las "perspectivas" se abren hacia los diversos elementos compositivos del cuadro y, en especial, hacia los espacios vacíos.

Otro elemento característico es el delicado (caligráfico) tratamiento de los elementos figurados, en muchos casos hasta una estilización muy simbólica  y casi abstracta. 

No escapan a esto ciertos elementos figurados muy frecuentes: Las aguas ( fluyentes o, de otro modo, en sugerente y reflexiva calma ), los árboles con las formas sinuosas de sus ramas y sus hojas, las rocas de formas curiosas y las montañas percibidas como grandes rocas de formas curiosas y muchas veces fluidas inspiradas en los paisajes de Guilin. También la representación humana china tradicional tiene sus cánones: Los ancianos y patriarcas sabios suelen ser calvos y de cráneos más grandes que el común de la gente. La buena salud de los varones -por motivos históricos y sociopolíticos - suele expresarse de un modo completamente opuesto al canónico "occidental" y al actual: los varones representados como "sanos"  en la pintura china son de vientres abultados, frecuentemente casi obesos.

Otro detalle a destacar ( y nuevamente próximo al arte de la caligrafía) es la sutilidad del trazo que se hace con el pincel, leve casi hasta la evanescencia, aunque en determinados espacios ("momentos"), según el ritmo de cada  pintura, con algún nerviosismo señalado por un mayor empaste o una mayor densidad de tinta.

Se acentúa con Sie Ho un nuevo tipo de paisaje que es llamado shanshui ( shan= montaña; shui = agua ) debido a que ambos elementos aparecen como principales en estas obras pictóricas ( esto se entiende más si se considera que en la noción del yin yang la montaña y el agua simbolizán los dos opuestos complementarios en los cuales se supone deviene el cosmos) ; resaltando tales elementos simbólicos del  paisaje los cuadros suelen ser monocromáticos ( aunque con magistrales matizaciones entre los "no-colores" negro y blanco ) dentro de un estilo que es denominado colectivamente: shuimohoua. En tal estilo la intención más que reproducir las apariencias de la realidad se busca reflejar e inteligir esencias, o, mejor dicho, de la realidad procurar develar su núcleo real.

## Legado teórico
El conjunto de consideraciones e incluso de preceptivas para la pintura china tradicional está expresado por Sie Ho en su libro llamado los Seis Principios o "Seis Principios de la Pintura" (绘画六法, Huìhuà liùfǎ), extraídos del prefacio de su obra El registro de la clasificación de los antiguos pintores (古画品录, Gǔhuà pǐnlù)., con lo que se considera a Sie Ho como uno de los primeros historiadores del arte y críticos de arte.

Los seis principios  son:
- I Vitalidad rítmica , o ritmo espiritual ( a veces traducido como resonancia vital), expresa la dinámica vital y  traduce a la energía nerviosa (que es parte de la Chi o Qi) transmitida desde el artista en la obra. Es la energía total de una obra de arte. Sie dijo que sin «resonancia del espíritu», no había necesidad de buscar más.

- II Método del hueso , o la forma de utilizar el estilo. Esto se refiere no solo a la textura y el trazo de pincel reproduciendo pictóricamente la estructura anatómica, sino a la estrecha relación entre la escritura y la personalidad. Ya que en su época, el arte de la caligrafía era inseparable del de la pintura.

- III La correspondencia destinada al objeto , el diseño a partir de las formas de la naturaleza o la que representa de la forma, que incluiría la forma y la línea (y con ello al diseño).

- IV Habilitación para el tipo , o la aplicación de color (es decir: distribución apropiada de los colores) , incluyendo capas, veladuras, valores y tonos cromáticos.

- V División y planificación o más exactamente Composición y subordinación, o agrupaciones acorde a la jerarquía de los objetos, o la colocación y disposición, que corresponde a la composición, el espacio y la profundidad.

- VI La transmisión por la copia o más exactamente la La transmisión de los modelos clásicos., o la copia de modelos (tradicionales y canónicos), no solo de la vida sino también las obras de la antigüedad.

- Nota * : La escuela budista de la dhyana  fue llamada en chino (escuela) ch'ang ( cha'ang o chán  es la sinificación fonética de la palabra sánscrita: dhyana -meditación-, palabra que llegó a Corea con el nombre de seon y al Japón transformada en zen).